# 24e cérémonie des Screen Actors Guild Awards
La 24e cérémonie des Screen Actors Guild Awards (SAG Awards), décernés par la Screen Actors Guild, a lieu le 21 janvier 2018, et récompense les acteurs et actrices du cinéma et de la télévision ayant tourné l'année précédente.
Les nominations ont été annoncées le 13 décembre 2017.

## Palmarès

### Cinéma

#### Meilleur acteur
- Gary Oldman pour le rôle de Winston Churchill dans Les Heures sombres (Darkest Hour)
  - Timothée Chalamet pour le rôle d'Elio Perlman dans Call Me by Your Name
  - James Franco pour le rôle de Tommy Wiseau dans The Disaster Artist
  - Daniel Kaluuya pour le rôle de Chris Washington dans Get Out
  - Denzel Washington pour le rôle de Roman J. Israel dans Roman J. Israel, Esq.

#### Meilleure actrice
- Frances McDormand pour le rôle de Mildred Hayes dans Three Billboards : Les Panneaux de la vengeance (Three Billboards Outside Ebbing, Missouri)
  - Judi Dench pour le rôle de la Reine Victoria dans Confident royal (Victoria & Abdul)
  - Sally Hawkins pour le rôle d'Elisa Esposito dans La Forme de l'eau (The Shape of Water)
  - Margot Robbie pour le rôle de Tonya Harding dans Moi, Tonya (I, Tonya)
  - Saoirse Ronan pour le rôle de Christine "Lady Bird" McPherson dans Lady Bird

#### Meilleur acteur dans un second rôle
- Sam Rockwell pour le rôle de l'officier Jason Dixon dans Three Billboards : Les Panneaux de la vengeance (Three Billboards Outside Ebbing, Missouri)
  - Steve Carell pour le rôle de Bobby Riggs dans Battle of the Sexes
  - Willem Dafoe pour le rôle de Bobby Hicks dans The Florida Project
  - Woody Harrelson pour le rôle du shérif Bill Willoughby dans Three Billboards : Les Panneaux de la vengeance (Three Billboards Outside Ebbing, Missouri)
  - Richard Jenkins pour le rôle de Giles dans La Forme de l'eau (The Shape of Water)

#### Meilleure actrice dans un second rôle
- Allison Janney pour le rôle de LaVona Harding dans Moi, Tonya (I, Tonya)
  - Mary J. Blige pour le rôle de Florence Jackson dans Mudbound
  - Hong Chau pour le rôle de Ngoc Lan Tran dans Downsizing
  - Holly Hunter pour le rôle de Beth Gardner dans The Big Sick
  - Laurie Metcalf pour le rôle de Marion McPherson dans Lady Bird

#### Meilleure distribution
- Three Billboards : Les Panneaux de la vengeance (Three Billboards : Outside Ebbing Missouri)
  - The Big Sick
  - Get Out
  - Lady Bird
  - Mudbound

#### Meilleure équipe de cascadeurs
- Wonder Woman
  - Baby Driver
  - Dunkerque (Dunkirk)
  - Logan
  - La Planète des singes : Suprématie (War for the Planet of the Apes)

### Télévision

#### Meilleur acteur dans une série dramatique
- Sterling K. Brown pour le rôle de Randall Pearson dans This Is Us
  - Jason Bateman pour le rôle de Martin "Marty" Byrde dans Ozark
  - Peter Dinklage pour le rôle de Tyrion Lannister dans Game of Thrones
  - David Harbour pour le rôle de Jim Hopper dans Stranger Things
  - Bob Odenkirk pour le rôle de Jimmy McGill / Saul Goodman dans Better Call Saul

#### Meilleure actrice dans une série dramatique
- Claire Foy pour le rôle de la reine Élisabeth II dans The Crown
  - Millie Bobby Brown pour le rôle de Jane Ives / Onze dans Stranger Things
  - Laura Linney pour le rôle de Wendy Byrde dans Ozark
  - Elisabeth Moss pour le rôle de Defred / June Osborne dans The Handmaid's Tale : La Servante écarlate
  - Robin Wright pour le rôle de Claire Underwood dans House of Cards

#### Meilleure distribution pour une série dramatique
- This Is Us
  - The Crown
  - Game of Thrones
  - The Handmaid's Tale : La Servante écarlate
  - Stranger Things

#### Meilleur acteur dans une série comique
- William H. Macy pour le rôle de Frank Gallagher dans Shameless
  - Anthony Anderson pour le rôle d'Andre « Dre » Johnson Sr. dans Black-ish
  - Aziz Ansari pour le rôle de Dev Shah dans Master of None
  - Larry David pour le rôle de Larry David dans Larry et son nombril (Curb Your Enthusiasm)
  - Sean Hayes pour le rôle de Jack McFarland dans Will et Grace
  - Marc Maron pour le rôle de Sam Sylvia dans GLOW

#### Meilleure actrice dans une série comique
- Julia Louis-Dreyfus pour le rôle de Selina Meyer dans Veep
  - Uzo Aduba pour le rôle de Suzanne Warren dans Orange Is the New Black
  - Alison Brie pour le rôle de Ruth Wilder dans GLOW
  - Jane Fonda pour le rôle de Grace Hanson dans Grace et Frankie
  - Lily Tomlin pour le rôle de Frankie Bergstein dans Grace et Frankie

#### Meilleure distribution pour une série comique
- Veep
  - Black-ish
  - Larry et son nombril (Curb Your Enthusiasm)
  - GLOW
  - Orange Is the New Black

#### Meilleur acteur dans une mini-série ou un téléfilm
- Alexander Skarsgård pour le rôle de Perry Wright dans Big Little Lies
  - Benedict Cumberbatch pour le rôle de Sherlock Holmes dans Sherlock
  - Jeff Daniels pour le rôle de Frank Griffin dans Godless
  - Robert De Niro pour le rôle de Bernard Madoff dans The Wizard of Lies
  - Geoffrey Rush pour le rôle d'Albert Einstein dans Genius

#### Meilleure actrice dans une mini-série ou un téléfilm
- Nicole Kidman pour le rôle de Celeste Wright dans Big Little Lies
  - Laura Dern pour le rôle de Renata Klein dans Big Little Lies
  - Jessica Lange pour le rôle de Joan Crawford dans Feud: Bette and Joan
  - Susan Sarandon pour le rôle de Bette Davis dans Feud: Bette and Joan
  - Reese Witherspoon pour le rôle de Madeline MacKenzie dans Big Little Lies

#### Meilleure équipe de cascadeurs dans une série télévisée
- Game of Thrones
  - GLOW
  - Homeland
  - Stranger Things
  - The Walking Dead

### Screen Actors Guild Life Achievement Award
- Morgan Freeman